# Попов, Евгений Иванович (юрист)
Евге́ний Ива́нович Попо́в (10 декабря 1888, Ошмянский уезд, Виленская губерния, Российская империя — 16 октября 1944, Елабуга, РСФСР, СССР) — российский и советский юрист, участник Первой мировой войны, сослуживец поэта А. Блока.

## Биография

### Происхождение
Евгений Иванович Попов родился в семье учителя народного училища Ивана Фёдоровича Попова и законной жены его Любови Ивановны (оба православного исповедания). Крещён в храме святых апостолов Петра и Павла в селе Трабы Ошмянского уезда.
В 1910-м году окончил Новгородскую гимназию Императора АлександраI и поступил на юридический факультет Императорского Санкт-Петербургского Университета.
В январе 1916-го получил выпускное свидетельство, а через месяц повенчался с дочерью титулярного советника, уроженкой города Вильно 22-летней Марией Мышкиной, окончившей Бестужевские курсы — первый женский вуз в России.

### Рядом с Блоком
В мае 1916-го Евгения Попова призвали на службу в 13-ю Инженерно-Строительную Дружину Всероссийского земского союза (Управление Строительно-Технической Части Западного фронта) в качестве заведующего Отделом. В эту дружину, спустя два месяца, был призван и поэт Александр Блок.
В Белоруссию, в край Пинских болот, Блок прибыл для возведения укреплений вдоль линии фронта. Его направили в один из отрядов дружины, в маленькие прифронтовые деревни Колбы и Лопатино. Там в августе 1916 года судьба свела 27-летнего выпускника Петроградского университета Евгения Попова с выдающимся русским поэтом Александром Блоком.
Из письма Блока к жене от 16 августа 1916 года:
«Живём в деревне в хорошем домике — довольно дружно и весело (Идельсон, присяжный поверенный, Егоров, сын профессора, Попов, студент, Глинка, правнук композитора, Игнатов и я. Жизнь проще, не нужно стесняться Друбецкого-Любецкого, едим хорошо, здесь веселее».
Из письма Блока к матери от 21-28 августа, 4 сентября:
«В избе три комнаты, блохи выведены. В одной спят Попов, Идельсон и Глинка, в другой — Игнатов, Егоров и я, в третьей (кухне) — хозяин или хозяйка и котёнок…»
В феврале 1917-го в России совершилась Буржуазная революция, в результате которой Николай II отрёкся от престола. Выхлопотав отпуск, Блок в середине марта выехал в Петроград, где его включили в состав учрежденной Временным правительством Чрезвычайной следственной комиссии.
На этом совместная военная служба Евгения Попова и Александра Блока, продолжавшаяся полгода, завершилась. Но Евгению Попову предстояло служить ещё целый год. Службу он завершил в 1918 году, в Креславке.

### Между мировыми войнами
В январе 1919 года Поповы получают вид на жительство в Гомеле. Здесь, будучи юристом, Евгений Иванович состоит в Коллегии Защитников. В семье появляются две дочери: сначала Елизавета, затем — Татьяна.
В 1930-х годах семья живёт в Старой Руссе, где Евгений Попов служит на местном экстрактном заводе.

### Последние годы жизни
С началом Великой Отечественной семья Поповых эвакуируется в Елабугу. В военное лихолетье этот древний городок на берегу Камы в Татарии стал вынужденным прибежищем для многих. В пригородном селе Танайка Мария Николаевна заведует библиотекой школы колхозной молодёжи. Евгения Ивановича же назначают на должность начальника эвакопоезда. Через три года, 16 октября 1944-го, он скоропостижно умирает от сердечного приступа. Там, в Елабуге, его и похоронили.
А Мария Николаевна Попова с дочерьми в 1948 году оказалась на Урале, в строящемся секретном городе Свердловск-45. Скончалась там же в 1972 году.

## Семья
- Жена — Мария Николаевна Попова (Мышкина), учитель
- Дети — дочери Елизавета и Татьяна